# San Jorge el Zapote
San Jorge el Zapote är en ort i Mexiko.   Den ligger i kommunen San Miguel Amatitlán och delstaten Oaxaca, i den sydöstra delen av landet, 210 km sydost om huvudstaden Mexico City. San Jorge el Zapote ligger 1 472 meter över havet och antalet invånare är 653.
Terrängen runt San Jorge el Zapote är kuperad. Runt San Jorge el Zapote är det ganska tätbefolkat, med 96 invånare per kvadratkilometer. Närmaste större samhälle är Mariscala de Juárez, 16,3 km väster om San Jorge el Zapote. I omgivningarna runt San Jorge el Zapote växer huvudsakligen savannskog.